# غار کمر زرد
غار کمر زرد مربوط به دوران پیش از تاریخ ایران باستان است و در شهرستان مرودشت، روستای کمر زرد واقع شده و این اثر در تاریخ ۲ آبان ۱۳۸۲ با شمارهٔ ثبت ۱۰۵۴۱ به‌عنوان یکی از آثار ملی ایران به ثبت رسیده است.